# Cadwallon ap Cadfan
Cadwallon ap Cadfan, conosciuto anche come Cadwallon II (591 circa – 634), regnò sul Gwynedd (nell'odierno Galles) dal 625 fino a quando morì in battaglia contro il re Oswald di Bernicia.
Figlio e successore di Cadfan ap Iago, è ricordato dall'’Historia ecclesiastica gentis Anglorum di San Beda il Venerabile come il sovrano britannico che sconfisse e uccise in battaglia il re anglosassone Edwin di Northumbria, il sovrano più potente della Britannia dell'epoca. Beda, che scrive circa un secolo dopo la morte di Cadwallon, riferisce che re Edwin aveva esteso il suo dominio fino all'Anglesey. Secondo gli Annales Cambriae, nel 629 Cadwallon fu assediato da Edwin nella piccola isola di Puffin (o Glannauc o Priestholm), che si trova a est dell'Anglesey. Una poesia gallese lo dipinge come un leader che combatté in modo eroico contro Edwin e riferisce di una battaglia a Digoll (Long Mountain). Aggiunge anche che Cadwallon rimase per un periodo in Irlanda prima di tornare in Britannia.

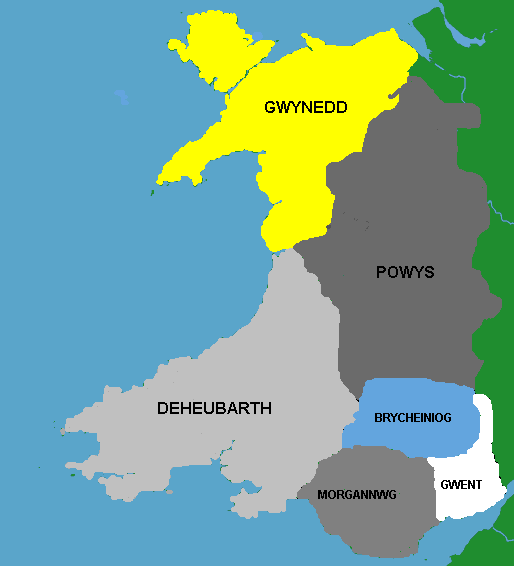
Regni medioevali del Galles.

Secondo la poco attendibile Historia Regum Britanniae di Goffredo di Monmouth, Cadwallon sarebbe andato in Irlanda e da qui nell'isola di Guernsey, da dove avrebbe guidato un esercito in Dumnonia. Qui sconfisse le truppe del regno di Mercia, che stavano assediando l'Exeter, e obbligò il loro re, Penda, a stipulare un'alleanza. Sempre secondo Goffredo, Cadwallon sposò la sorellastra di Penda. Tutti questi eventi, però, devono essere considerati con molta cautela, visti i molti elementi leggendari e inventati che si trovano in tutta l'Historia Regum Britanniae.
Comunque sia andata, Penda e Cadwallon unirono le loro forze e si scontrarono con i northumbriani nella battaglia di Hatfield Chase (632/633), in cui sconfissero Edwin e il figlio Osfrith. Dopo questa battaglia, la Northumbria cadde nel disordine e si divise di nuovo nei due sotto-regni di Deira e Bernicia. Secondo la Cronaca anglosassone, la guerra continuò. Secondo Beda, Cadwallon fu assediato dal sovrano di Deira Osric, che venne però sconfitto. Dopodiché, dice Beda, "regnò sulle province dei northumbri per anni, ma non come un re, bensì come un tiranno rapace e sanguinario". Sebbene si professasse cristiano, massacrò con ferocia donne e bambini. Cadwallon uccise anche Eanfrith di Bernicia, che si era recato da lui per fare pace. Cadwallon fu sconfitto dal fratello di Eanfrith, re Oswald di Bernicia, nella battaglia di Heavenfield e ucciso in un luogo chiamato Denis's-brook.